# Black Lodge
Black Lodge är ett svenskt skivbolag med metal som inriktning. Ägare är distributionsbolaget Sound Pollution. Grupperna som ligger eller har legat på Black Lodge är Hellfueled, 8th Sin, Abruptum, Amorphis, Bullet, Candlemass, Construcdead, Death Breath, Dissection, Elvira Madigan, Eternal Oath, Face Down, Faceshift, Harms Way, In Flames, Insania, Katatonia, The Kristet Utseende, Marduk, Maze Of Torment, Merciless, Månegarm, Mörk Gryning, Netherbird, Raise Hell, Rutthna, Sabaton, Serpent Obscene och The Storyteller.